# Moyle River
Moyle River är ett vattendrag i Australien. Det ligger i territoriet Northern Territory, omkring 210 kilometer sydväst om territoriets huvudstad Darwin.
I omgivningarna runt Moyle River växer huvudsakligen savannskog. Trakten runt Moyle River är nära nog obefolkad, med mindre än två invånare per kvadratkilometer. Savannklimat råder i trakten. Genomsnittlig årsnederbörd är 1 820 millimeter. Den regnigaste månaden är februari, med i genomsnitt 442 mm nederbörd, och den torraste är augusti, med 1 mm nederbörd.